# ثفد
ثُفَّد (الاسم العلمي: Productida)، رتبة منقرضة من عضديات الأرجل يعود ظهورها إلى حقبة الحياة القديمة.